# Stenomacrus varfer
Stenomacrus varfer är en stekelart som först beskrevs av Holmgren 1858.  Stenomacrus varfer ingår i släktet Stenomacrus, och familjen brokparasitsteklar. Arten är reproducerande i Sverige.